# Sunda kommuna
Sunda kommuna er en kommune på Færøerne. Den omfatter flere bygder på begge sider af den nordlige del af sundet Sundini mellem de store øer Streymoy og Eysturoy. Kommunens administrationscenter er Oyrarbakki på Eysturoy. Kommunen blev udskilt fra Eiðis kommuna i 1944 og omfattede frem til udgangen af 2004 kun bygderne Norðskáli, Oyrarbakki og Oyri. 1. januar 2005 blev desuden Saksun, Haldarsvík, Tjørnuvík, Langasandur, Hósvík, Hvalvík, Streymnes og Gjógv lagt ind under kommunen i fortsættelse af et årelagt samarbejde mellem disse småbygders kommuner. Flere af kommunens områder er geografisk adskilt fra resten, da den er et typisk eksempel på, at småkommuner slår sig sammen for at undgå at blive et randområde til en større bykommune.
1. januar 2009 havde Sunda kommuna 1.650 indbyggere.Kommunens areal er 158 km², hvilket giver en befolkningstæthed på 10,4.

## Bygder i kommunen
- Hósvík
- Norðskáli
- Hvalvík
- Streymnes
- Haldarsvík
- Oyri
- Oyrarbakki
- Tjørnuvík
- Gjógv
- Langasandur
- Saksun
- Nesvík

## Politik
Seneste kommunalvalg fandt sted 10. november 2020. Der blev opstillet på to lister. Efter valget blev Jógvan Kruse, der havde flest personlige stemmer valgt til borgmester.